# 驪姫の乱
驪姫の乱（りきのらん）は、中国春秋時代の晋で紀元前657年から紀元前651年までの間に発生した政変である。晋の献公の妃の驪姫が太子申生を殺害し、公子重耳（後の文公）と公子夷吾（後の恵公）を亡命させる結果をもたらし、驪姫の子の奚斉を即位させた事件である。

## 経過
晋の献公には、6人の妃と5人の男子があった。5人の男子は、斉姜の子である太子申生、大戎狐姫（狐突の娘）の子である重耳、小戎子（大戎狐姫の妹）の子である夷吾、驪姫の子である奚斉、驪姫の妹の子である卓子であった。
献公は、驪姫を夫人に立てようとして2度占ったところ、1度目の「卜」の際には不吉と出て、2度目の「筮」の際には吉と出た。「筮」よりも「卜」のほうが正確であると考えられていたが、献公は、2度目の「筮」の結果に基づき驪姫を夫人に立てることを決定した。
驪姫は、献公の寵愛を受けるに至り、子の奚斉を太子に立てて君主の位を継がせることを望むようになった。驪姫は、献公の寵臣である梁五と東関五に賄賂を贈り、申生・重耳・夷吾を都から遠ざけるよう献公に対して進言させようとした。梁五と東関五は、戎と狄が晋の国境を侵犯していることを理由に、献公の子らを防衛の任に就かせることが必要であると説いた。献公は、申生を曲沃（現在の山西省臨汾市曲沃県）に、重耳を蒲邑（現在の山西省臨汾市隰県の北西）に、夷吾を屈邑（北屈と南屈、現在の山西省臨汾市吉県）に、それぞれ駐留させた。蒲邑と屈邑はいずれも辺境の地にあり、狄人の居住地に近接していた。梁五と東関五は、国の安全を守るという名目のもと、重耳と夷吾を辺境に派遣して国境の防衛を強化するよう献公に進言し、申生が後継者となるのを阻止した。
紀元前656年、驪姫は、申生に亡母の祭祀を行うよう勧め、供物の肉と酒を献公に献上するよう促した。驪姫は、この肉と酒に密かに毒を盛った。驪姫は、献公に対し、肉と酒を毒味するよう勧めたところ、毒味をした犬が死亡した。また、家臣にも毒味させたところ、家臣も死亡した。献公は、肉と酒に毒が盛られていることを知り、申生が献公を殺害しようと企てているのではないかと考えた。申生は、曲沃に逃げ帰り、申生の傅役である杜原款は、献公によって殺害された。
申生は、献公に弁解して驪姫の企てを暴くよう進言を受けたが、「もしも父君に驪姫がなければ、父君は寝食が不安となるであろう。もしも私が弁解すれば、驪姫が罰せられることとなるため、年老いた父君は、私のせいで楽しみが得られないこととなってしまうであろう」と答えた。申生に逃げるよう勧めた者もあったが、申生は、これを拒絶した。ここにおいて、12月27日、申生は、曲沃で首を吊って自死した。申生は、恭太子と称された。
驪姫の野心はますます増大し、申生の弟である重耳と夷吾をも陥れようと考えるようになった。献公は、重耳が駐留する蒲邑を攻撃し、重耳は、趙衰・狐偃・賈佗・先軫らを連れて狄の地に逃走した。
紀元前655年、献公は、大夫の賈華らを派遣して夷吾が駐留する屈邑を攻撃した。夷吾は、梁へと亡命した。
紀元前651年9月、献公が死亡して15歳の奚斉が即位し、荀息が相国となった。10月、大夫の里克が即位したばかりの奚斉を刺殺した。荀息は、奚斉の異母弟である卓子を即位させた。11月、里克が驪姫と卓子を殺害したため、荀息は、自死した。
里克は、重耳に帰国して即位するよう伝えたが、重耳は危険を恐れ、「父の命令に背いて出奔し、父が死亡した。礼にのっとり父の葬儀を行うこともできない。私がどうして帰国できようか」と述べ、里克の提案を拒絶した。そこで、里克は、夷吾を帰国させて即位させた。